# Sydney Wooderson
Sydney Charles Wooderson (Camberwell, 30 agosto 1914 – 21 dicembre 2006) è stato un mezzofondista britannico.

## Palmarès

### Europei
- 2 medaglie:
  - 2 ori (Parigi 1938 nei 1500 m piani; Oslo 1946 nei 5000 m piani)

### Giochi dell'Impero Britannico
- 1 medaglia:
  - 1 argento (Londra 1934 nel miglio)